# Nihil novi sub sole
Немає нічого нового під сонцем (лат. Nihil novi sub sole) — вислів з Вульгати, офіційного латинського перекладу Біблії. Кілька варіантів написання існують у різних перекладах латиною вірша з книги Екклезіяста. На закінчення прологу вірш підкреслює марність усіх людських прагнень або починань.

| Наймарні́ша марно́та, сказав Пропові́дник, наймарні́ша марно́та, — марно́та усе! Яка ко́ристь люди́ні в усім її тру́ді, який вона робить під сонцем? Немає нічо́го ново́го під сонцем! Поколі́ння відхо́дить, й поколі́ння приходить, а земля вікові́чно стоїть! І со́нечко схо́дить, і сонце заходить, і поспішає до місця свого́, де схо́дить воно. Віє вітер на пі́вдень, і на північ верта́ється, кру́титься, крутиться він та й іде, і на круг свій верта́ється вітер. Всі пото́ки до моря пливуть, але море — воно не напо́внюється: до місця, ізві́дки пливуть, ті потоки вони поверта́ються, щоб зно́ву плисти́! Повні тру́ду всі ре́чі, — люди́на сказати всього́ не потра́пить! Не наси́титься ба́ченням око, і не напо́вниться слу́ханням ухо. Що було́, воно й бу́де, і що робилося, бу́де робитись воно, — і немає нічо́го ново́го під сонцем! Буває таке, що про нього говорять: „Дивись, — це нове́!“ Та воно вже було́ від вікі́в, що були́ перед нами! Нема згадки про перше, а тако́ж про насту́пне, що бу́де, — про них згадки не бу́де між тими, що бу́дуть пото́му.[1] |